# كارلوس ألكسندر سوزا سيلفا
كارلوس ألكسندر سوزا سيلفا (1 أغسطس 1986 في دوق دي كاكسياس في البرازيل – )؛ هو لاعب كرة قدم سابق كان يلعب كمهاجم.

## وصلات خارجية
- كارلوس ألكسندر سوزا سيلفا على موقع رابطة كرة القدم اليابانية للمحترفين (اليابانية)
- كارلوس ألكسندر سوزا سيلفا على موقع قاعدة بيانات كرة القدم.إي يو (الإنجليزية)
- كارلوس ألكسندر سوزا سيلفا على موقع Soccerway.com (الإنجليزية)
- كارلوس ألكسندر سوزا سيلفا على موقع عالم كرة القدم.نت (الإنجليزية)
- كارلوس ألكسندر سوزا سيلفا على موقع AS.com (الإسبانية)